# Allophylus ujori
Espèce
Allophylus ujori Cheek est une espèce de plantes de la famille des Sapindaceae et du genre Allophylus, présente au Cameroun et au Nigeria. Jusqu'en 2004, elle a été confondue avec Allophylus conraui.

## Étymologie
Son épithète spécifique ujori rend hommage à Edwin Ujor, collecteur des premiers spécimens à Bali Ngemba.

## Description
C'est un arbrisseau ou arbuste épineux pouvant atteindre 10 m de hauteur. 

## Distribution
Relativement rare, l'espèce n'a été récoltée que sur deux sites au nord-ouest du Cameroun, dans la réserve forestière de Bali Ngemba et à proximité de Dom.  Elle a également été observée sur deux sites au nord-est du Nigeria (plateau de Mambila, Mayo Nga-Njawe).